# District de Jalna
Pour les articles homonymes, voir Jalna.

Le district de Jalna (en Marathi: जालना जिल्हा) est un district de la Division d'Aurangabad du Maharashtra.

## Description
Son chef-lieu est la ville de Jalna. Au recensement de 2011, sa population était de 1 959 046 habitants.